# Monarca del cap York
El monarca del cap York (Arses lorealis) és una espècie d'ocell de la família dels monàrquids (Monarchidae) que habita els boscos del nord-est d'Austràlia.